# ジミ婚
ジミ婚（ジミこん）とは、結婚の形態のひとつ。「地味な結婚」の略。

## 概要
現代日本で一般的に考えられている結婚の流れとしては
1. 結婚を決め、両家の顔合わせをする
2. 結納
3. 婚姻届の提出
4. 結婚式
  1. 挙式
  2. 結婚披露宴
  3. 披露宴2次会
5. 新婚旅行

というような順序でさまざまな儀式・イベントを行うものとされているが、種々の理由でこれらの流れを省いたり大幅に簡略化したものが「ジミ婚」と呼ばれる。省略するイベントとしては披露宴と新婚旅行が多いが、婚姻届の提出のみで済ませイベントを一切行わないケースも存在し、これを「ナシ婚」と称する。
また対義語として、これらのイベントをフルに行い、多額の予算を掛ける結婚を「ハデ婚」と呼ぶ。特に愛知県名古屋市周辺では地域性から「ハデ婚」が昔から盛んであるといわれ、これを題材とした「名古屋嫁入り物語」というテレビドラマも制作されている。
結婚は人生でも最大のイベントの一つであるが、バブル崩壊後は、結婚も合理化し、お金をかけない流れが広まったとされる。またしきたりにとらわれず、自分らしい結婚ができるという側面からも歓迎されている。しかしながら「親や周囲への礼を欠く」「結婚に対する計画性がなくなる」「心のケジメが生まれにくい」などの反対意見もあり、ジミ婚を望む子と反対する親や祖父母の間で摩擦が起こることがある。

## ジミ婚の発祥
高所得で知己の多い芸能人や有名人の結婚（結婚披露宴）は総じて派手なものであったが、1995年に永瀬正敏・小泉今日子が結婚した際、結婚式を行わなかったことが非常に話題となった。
これが「ジミ婚」という言葉が生まれ広まったきっかけとされる。「ジミ婚」は1996年の流行語にもなり、雑誌『BART』ではジミ婚を行った芸能人の特集が組まれた。

## ジミ婚の例
婚姻届の提出のみ
近年、婚姻届の提出のみの結婚を「ナシ婚」、婚姻届の提出+簡略化されたイベントのものを「ジミ婚」と呼ぶ流れも結婚ビジネス業界など一部である。
- 結婚指輪のみ - 女性の指輪のみ用意する場合も。
- 写真撮影のみ
- 披露宴を行わない
- 披露宴を小規模にする
  - ごく近しい人だけで行う
  - 結婚式場ではなくレストランなどで行う
  - ウエディングドレスなどを用意せず、普通のワンピースなどを着て行う

- 挙式を行わない - あるいは「人前式」にして、披露宴の中で行うなど
- 結納をしない

## ジミ婚になる理由
- 予算がない
- 時間がない - 仕事が多忙、できちゃった結婚のため子どもが生まれる前に式を済ませたいなど
- 結婚を公にしたくない
- （夫妻のいずれかあるいは両方が）再婚あるいは再々婚である
- （夫妻のいずれかあるいは両方の）実家から結婚に反対されている（駆け落ち同然である）
- 仲人を用意したりなど、他人との関わりが面倒である
- 儀式の意味を感じない
- 儀式の準備が煩わしい
- 遠距離恋愛等で両家が遠方である